# Río Lufira
El río Lufira es un río africano de la República Democrática del Congo que discurre íntegramente por la provincia de Katanga, un afluente de la margen derecha del río Lualaba, el curso alto del río Congo. El río tiene una longitud de 500−630 km, según las fuentes.

## Geografía
El Lufira nace en la meseta de Shaba (o de Katanga), al sur de la ciudad de Likasi (447 449 hab. en 2012). El río se dirige en dirección noreste, llegando pronto al lago Tshangalele, un embalse construido en 1926 para generar energía hidroeléctrica para suministrar a una fundición de cobre, localizado cerca de Mwadingusha, a unos 25 km de Likasi. Atraviesa luego el parque nacional de Kundelungu (establecido en 1970, con un área protegida de 7600 km²) en dirección noroeste, a través de un cañón tallado a lo largo de los siglos en las montañas Mitumba.
Sale de las montañas y entra en el Parque nacional Upemba (establecido en 1939, con un área protegida de 11 730 km²) , en la depresión de Kamalondo, uniéndose al Lualaba en el lago Kisale, el curso alto del río Congo.
El Lufira tiene a lo largo de su curso varias zonas de cataratas y cascadas, destacando las cataratas de Kiubo, que caen desde una altura de 60 m.